# Les Italiens sont fous
Pour plus de détails, voir Fiche technique et Distribution.
Les Italiens sont fous (Gli italiani sono matti) est une comédie italo-hispano-ouest-allemande sortie en 1958, réalisée par Duilio Coletti et Luis María Delgado.

## Synopsis
Quelques prisonniers italiens d'un camp de concentration allemand ont parié avec le directeur du camp qu'ils parviendraient à construire une église en deux heures.

## Fiche technique
- Titre français : Les Italiens sont fous[1]
- Titre original italien : Gli italiani sono matti
- Titre espagnol : Los Italianos estan locos[1]
- Titre allemand : Heimweh, Staheldraht und gute Kameraden[1]
- Réalisation : Duilio Coletti et Luis María Delgado
- Scénario : José Gallardo, Luis Lucas, Paolo Tedeschi, Sandro Continenza, Ennio De Concini, Luciano Vincenzoni, Giuseppe Scoponi et Alfonso Paso
- Genre : comédie
- Musique : Manuel Parada et Nino Rota
- Production : Evaristo Signorini pour Labor Film Produzione, Union Film, CCC Filmkunst
- Photographie : Antonio Macasoli et Gábor Pogány
- Format d'image : noir et blanc
- Montage : Teresa Alcocer
- Durée : 106 min
- Décors : Arrigo Equini et Juan Alberto Soler
- Pays de production :  Italie,  État espagnol,  Allemagne de l'Ouest
- Langue originale : italien
- Dates de sortie en salle : 
  - Italie : 1958
  - France : 16 juin 1965 (inédit à Paris, distribué en province)[1]

## Distribution
- Victor McLaglen : sergent O'Riley
- Folco Lulli : Don Bernardo
- Gabriella Pallotta : Anna
- Maurizio Arena : Benedetti
- José Suárez : Pieroni
- Luigi Pavese : major Masi
- Marianne Koch : Cristina[2]
- Wolfgang Preiss : Hans
- Santiago Rivero : major O'Brien
- Memmo Carotenuto : le jeune blond[3]
- Raffaele Pisu : autre prisonnier italien
- José Vivó
- Mara Cruz
- Sergio Mendizábal
- Gerd Martienzen
- Sonja Ziemann [4]
- Renato Terra
- Carlos De Moy
- Alfonso Godá
- José Jaspe